# Darja Domratjeva
Darja Vladimirovna Domratjeva (ryska: Да́рья Влади́мировна До́мрачева, vitryska: Да́р’я Уладзі́мераўна До́мрачава, Dárja Uladzímjeraŭna Dómratjava), född den 3 augusti 1986, är en vitrysk tidigare skidskytt. Hon tävlade i världscupen från 2005 till 2018.

## Karriär

### VM och OS
Domratjeva har deltagit i tre OS, Vancouver 2010, Sotji 2014 och Pyeongchang 2018. I Vancouver tog hon bronset i distansloppet, närmast efter Jelena Chrustaljova från Kazakstan som vann silvret. I Sotji vann hon guld både i jaktstart, distans och i masstart.
I VM i Ruhpolding 2012 vann Domratjeva en silvermedalj i sprinten. Dagen efter, i jaktstarten, vann hon guldet.
Domratjeva vann ytterligare ett VM-guld i Nove Mesto 2013, nämligen i masstarten.
Domratjeva deltog i världsmästerskapen för juniorer åren 2005–2007 och tog totalt fem individuella medaljer. Vid hennes första mästerskap som senior 2007 slutade hon på 13:e plats i sprinten. Vid VM 2008 i Östersund var hon med i det vitryska lag som blev tvåa i mixstafetten.

### Världscupen
Den 13 mars 2010 vann Domratjeva sprintloppet i Kontiolax före tvåan Olga Zajtseva och därmed hennes bästa resultat i världscupen dittills. Dagen efter, den 14 mars, vann hon jaktstarten i samma ort. Hon har 15 världscupsegrar och 50 pallplatser totalt.
Hon vann masstartscupen säsongen 2010/2011.
Darja blev tvåa totalt i världscupen 2011/2012 efter tyskan Magdalena Neuner. Hon vann sammanlagt sex tävlingar och försvarade titeln i masstartscupen och tog även hem jaktstartscupen.
Säsongen 2013/2014 vann Darja totalt fyra världscuplopp och slutade trea i totala världscupen efter Kaisa Mäkäräinen och Tora Berger. Hon vann också masstartscupen för tredje gången i karriären.
Domratjeva vann totala världscupen Säsongen 2014/2015.

## Världscupsegrar
Not: VM-tävlingar ingår också i världscupen

### Individuellt (25)
| Datum            | Plats           | Land      | Disciplin      |
| ---------------- | --------------- | --------- | -------------- |
| 13 mars 2010     | Kontiolax       | Finland   | Sprint         |
| 14 mars 2010     | Kontiolax       | Finland   | Jaktstart      |
| 20 mars 2011     | Holmenkollen    | Norge     | Masstart       |
| 1 december 2011  | Östersund       | Sverige   | Distans        |
| 10 december 2011 | Hochfilzen      | Österrike | Jaktstart      |
| 22 januari 2012  | Antholz         | Italien   | Masstart       |
| 4 mars 2012      | Ruhpolding      | Tyskland  | Jaktstart (VM) |
| 17 mars 2012     | Chanty-Mansijsk | Ryssland  | Jaktstart      |
| 18 mars 2012     | Chanty-Mansijsk | Ryssland  | Masstart       |
| 7 december 2012  | Hochfilzen      | Österrike | Sprint         |
| 17 februari 2013 | Nove Mesto      | Tjeckien  | Masstart (VM)  |
| 7 mars 2013      | Sotji           | Ryssland  | Distans        |
| 3 januari 2014   | Oberhof         | Tyskland  | Sprint         |
| 4 januari 2014   | Oberhof         | Tyskland  | Jaktstart      |
| 9 mars 2014      | Pokljuka        | Slovenien | Masstart       |
| 20 mars 2014     | Holmenkollen    | Norge     | Sprint         |
| 4 december 2014  | Östersund       | Sverige   | Distans        |
| 20 december 2014 | Pokljuka        | Slovenien | Jaktstart      |
| 11 januari 2015  | Oberhof         | Tyskland  | Masstart       |
| 18 januari 2015  | Ruhpolding      | Tyskland  | Masstart       |
| 23 januari 2015  | Antholz         | Italien   | Sprint         |
| 24 januari 2015  | Antholz         | Italien   | Jaktstart      |
| 8 februari 2015  | Nove Mesto      | Tjeckien  | Jaktstart      |
| 14 februari 2015 | Holmenkollen    | Norge     | Sprint         |
| 21 mars 2015     | Chanty-Mansijsk | Ryssland  | Jaktstart      |

## Övriga meriter
- Vinnare av totala världscupen 2014/2015
- Vinnare av masstartscupen 2010/2011, 2011/2012 och 2013/2014
- Vinnare av jaktstartscupen 2011/2012
- Vinnare av sprintcupen 2014/2015

## Privatliv
I april 2016 bekräftades att Domratjeva och skidskytten Ole Einar Bjørndalen är ett par. De gifte sig i juli 2016 och 1 oktober 2016 föddes parets första barn, dottern Xenia.
Domratjeva var fram till 2014 anställd i den belarusiska säkerhetstjänsten KGB